# Први митридатски рат
Први митридатски рат вођен је у периоду од 89. до 85. п. н. е. између Римске републике и Понтске краљевине. Митридат Велики је покушао искористити унутрашње проблеме Републике у којој је још увек беснео Савезнички рат и незадовољство које су изазивали грађански ратови. Рим је однео победу у Првом митридатском рату, а 84. године је склопљен Дардански мир.

## Увод
Почетком 1. века п. н. е. Римска република се нашла у великој опасности јер се на јужним обалама Црног мора појавила Понтска краљевина која је претила да јој преотме превласт у Малој Азији. Понтску краљевину је основао Митридат I, потомак древних персијских краљева. Године 119. п. н. е. на престо долази Митридат VI Понтски, амбициозан владар који је настојао проширити своју државу на територију целе Мале Азије и Блиског истока. У првим сукобима са Римом, Митридат се користио лукавством повлачећи се кад год би Сенат запретио.
Сматрајући да је његова Краљевина довољно јака да се супротстави Римској републици која је још увек водила Савезнички рат, Митридат 89. п. н. е. одлучује да покрене рат. Извршио је удар на Кападокију и Битинију, римске територије. У наредних годину дана, Митридат је завладао готово целом западном Азијом, изузев неких изолованих места у Карији и Ликији која су и даље била на страни Рима. На римској страни остао је и град Родос. Митридат је показао велику окрутност приликом освајања азијских градова. Једног од римских владара убио је тако што му је сипао топљено злато у уста.

## Почетак рата
Припремајући се за рат са Римом, Митридат је на своју страну привукао и незадовољне Грке. Они су са великим интересовањем слушали говоре Аристиона кога је Митридат послао у Атину да заговара устанак. Убрзо је цела Грчка, изузев Етолије и Тесалије, устала против Римљана.
Након првих победа, Митридат је своју престоницу преместио у Пергам како би лакше пратио дешавања у Грчкој. Митридат је један одред на челу са својим сином упутио дуж обала Тракије у Македонију, а другу преко Егеја у централну Грчку предвођену Архелајем, рођеном Кападокијцу.

## Рат
Убрзо се под Митридатовом контролом нашла цела Македонија. Прва већа битка одиграла се код Херонеје 86. п. н. е. између Архелаја и Корнелија Суле. Римска војска однела је велику победу над троструко већом понтском армијом, а према римским подацима, Римљани су изгубили свега 12 људи. Након ове битке, букнула је побуна против понтске власти у Грчкој који су желели да се врати под окриље Рима. Побуну је предводио град Ефес.
Друга битка одиграла се код Орхомена 85. п. н. е. Архелај је поново поражен од Корнелија Суле. Убрзо Митридат губи контролу над свим освојеним територијама. Битка код Орхомена одлучила је рат.

## Мир
Први митридатски рат завршен је потписивањем Дарданског мира 84. п. н. е. Овим миром Митридат се обавезао да исплати 2000 таланата ратне одштете и одрекао се свих освојених територија.